# Informe de financiamiento de partidos políticos en Guatemala 2015
El financiamiento de la política en Guatemala es un informe presentado por la Comisión Internacional Contra la Impunidad en Guatemala el 16 de julio de 2015, en el cual se detalla cómo el dinero que financia la política guatemalteca es ilícito pues al no registrar los orígenes del financiamiento y al aceptar recursos de fuentes oscuras, la mayoría de partidos estaría traspasando la frontera legal.

## Antecedentes
Desde 1980, la democratización en América Latina hizo que ocurrieran cuatro fenómenos importantes: (a) las campañas electorales se basan cada vez más en los medios de comunicación, (b) la adhesión política y partidaria se basa en intercambio de bienes -o clientelismo, (c) la concentración de recursos ha aumentado y (d) el debate político se ha vaciado de contenido.

## El dinero y la política
La corrupción ses ha convertido en un elemento central del financiamiento de la política, e implica acciones como:
- Desvío de servicios: empleados que en lugar de sus funciones específicas se dedican a trabajos partidarios
- Creación de empleos inexistentes: conocidos coloquialmente como «plazas fantasmas»
- Compra de votos para elecciones abiertas de candidatos: grupos organizados que se alquilan para votar en más de un partido
- Cohecho anticipado: recepción de dinero por personas o empresas que esperan beneficios o privilegios ilícitos
- Cohecho: retornos por parte de contratistas en acción
- Defraudación a la administración pública
- Participación en tráficos y servicios ilícitos[3]

El financiamiento privado de la política, sobre todo si es poco regulado y opaco, genera riesgos para el proceso político y la democracia:
- Utilización de financiamiento espurio o ilegal: principalmente proveniente del crimen organizado, que busca penetrar las instituciones políticas para comprar impunidad mediante el financiamiento de campañas.
- Compra de influencia y conflictos de interés: las aportaciones privadas, incluso aquella apegadas a la ley, podrían contribuir a la privatización de la toma de decisiones, privilegiando a los intereses privados antes que los públicos.
- Inequidades electorales graves: las diferencias en los recursos que los partidos movilizan en las campañas electorales crean inequidas en la competencia política y pueden producir significativas barreras de entrada al proceso electoral para ciertos grupos.[4]
- Desarticulación de los partidos y del sistema de partidos
- Pérdida de credibilidad de la regulación del financiamiento político: las leyes débiles, sumadas a escándalos de corrupción, restan credibilidad no solamente a la regulación sino que al sistema de financiamiento político.[5]

### El sistema político guatemalteco y su financiamiento
La sociedad guatemalteca es una sociedad profundamente fraccionada por múltives razones que incluyen el étnico, las diferencias entre la región urbana y la región rural, las tensiones entre el área metropolitana y el resto del país, así como la persistencia de una comportamiento racista y excluyente de las élites.  Estos ha hecho que las coaliciones y acuerdos entre los distintos grupos sean difíciles de logar, y que se incentive a la división contribuyendo a la fragmentación del sistema de partidos políticos.
Los partidos políticos no son los únicos actores dentro del sistema político: los grupos de poder económico, las organizaciones sociales, las iglesias y las propias entidades del Estado participan en la disputa y el ejercicio del poder. Asimismo, los recursos económicos desempeñan un papel importante en el funcionamiento del sistema, creando así una interrelación entre el sistema político y su financiamiento.  Desde 1984 el sistema guatemalteco se ha caracterizado por la fluidez del sistema de partidos, la volatilidad electoral, la concentración de la oferta electoral en el centro y la derecha del espectro político, el peso de los poderes fácticos y la continuidad del statu quo económico y social.
Las élites empresariales guatemaltecas no han querido articular un proyecto o partido propio, ya que a través de distintos medios han logrado mantener un predominio que les permite, hasta cierto punto, bloquear aquellas deciiones que podrían afectarles e impulsar las que les benefician; e la influencia sobre el Congreso y el Ejecutivo es determinante el papel que desempeña el finacimaiento de la política y las campañas electorales ya que como parte de los acuerdos que posibilitan las donaciones de campaña, algunos grupos empresariales han logrado colocar como diputados a operadores directos de sus intereses.
Con esta situación han surgido «partidos franquicia», en el que un grupo de ciudadanos alrededor de un dirigente cumple los requisitos mínimos para inscribir a un partido, y en cada elección, se pone a disposición de personas interesadas a postularse a un cargo público. Ejemplo de estos partidos serían el Ciudadanos Activos en Formación Electoral (CAFÉ), Partido Libertador Progresista (PLP) y Movimiento Reformador (MR), entre otros. En Guatemala impera la racionalidad del voto de castigo, pues hasta la fecha ningún partido ha logrado ser reelecto; la fluidez de la oferta partidaria y la intención ciudadana de cambiar gobernantes son el origen de esta situación.

### Redes político-económicas ilícitas (RPEI)
Las redes fueron surgiendo con el proceso de democratización pues además de ratificar la autonomía municipal, la Constitución Política de la República de 1985 estableció una asignación del 8% del presupuesto a las municipalidades, porcentaje que posteriormente fue aumentado al 10%.  Además, hubo procesos de descentralización -para evitar que el gobierno central beneficiara al área metropolitana-, establecimiento de consejos de desarrollo comunitarios, municipales y departamentales que influyen en la obra pública, y creación de fondos sociales que orientaban la inversión pública. Como resultado, los diputados distritales se convirtieron en intermediarios entre el Ejecutivo, los gobiernos municipales y las estructuras estatales gubernamentales pudiendo de esta forma: (a) movilizar recursos para obras públicas, (b) influir en el nombramiento de los funcionarios públicos del departamento -principalmente maestros y empleados de servicio de salud-, (c) resolver demandas de los alcaldes de su distrito frente al gobierno central, y (d) en general, atender los problemas del departamento.
Desafortunadamente, esta forma de intermediación se fue convirtiendo en foco de corrupción pues surgieron comisiones de los constructores para conseguir obra pública, creación de empresas de construcción por los diputados o familiares de éstos -pese a prohibición legal- o bien, los empleos públicos se obtienen por nepotismo o el pago de parte del salario; además, la interacción con los alcaldes ha dado origen a la formación de las redes departamentales. Estas son redes que se construyen en torno a algunos alcaldes y diputados distritales -denominados en Guatemala como «señores feudales» o «caciques»- permiten articular la política local con la nacional y son la pieza central para el financiamiento ilícito de la política que ha posibilitado la continuidad del sistema. En las redes confluyen individuos y grupos de personas que se organizan y cooperan, comunican y que poseen intereses comunes, pero lo nocivo de las mismas es que llevan a cabo prácticas políticas y transacciones económicas ilícitas tendientes a obtener: (a) poder indebido sobre el aparato del Estado y el mercado, (b) influencia indebida sobre la sociedad, y (c) bienestar indebido, producto de la disponibilidad de recursos acumulados como resultado de actividades lícitas e ilícitas.

#### Ejemplo de RPEI: Caso de Arnoldo Medrano
La estructura formada alrededor del alcalde de Chinautla, Arnoldo Medrano, quien inició su carrera política como tesorero del municipio en 1980.  Contra este alcalde se han presentado varias veces solicitudes de antejuicio, pero ningún caso en su contra ha prosperado. La estructura de Medrano opera en distintos niveles de escala y ámbito: (a) actúa en compras directas menores a noventa mil quetzales -límite legal para compras con cotizaciones simples- con empresas ligadas a su estructura que pertenecen a familiares suyos, cambiando de empresa en cada cotización subsecuente, (b) opera en licitaciones de obra pública a través de Guatecompras estableciendo términos de referencia y requisitos dirigidos a determinadas empresas de la estructura a las que se les avisa con antelación para que tengan su documentación lista y sean las únicas que puedan participar en la licitación, (c) influye en el congreso, desde donde se aprueban recursos adicionales para su municipio, pues uno de sus hijos fue elegido diputado y el grupo ha extendido su influencia a varios municpiios del Departamento de Guatemala.
Medrano tiene una red capaz de construir una base política sobre la intermediación adversa, que atiende las necesidades de la población, establece programas clientelares y, en general, construye redes de reciprocidad que posibilitan un contingen de votantes que le permite trasladarse de un partido a otro. Esto lo hace apetecible a los candidatos presidenciales, lo que explica que Medrano haya sido electo por diferentes partidos.

#### Ejemplo de RPEI: Caso de Baudilio Hichos
En el caso del diputado Baudilio Hichos, un grupo estructurado de personas con roles definidos, de forma concertada cometieron actos delictivos en la adjudicación de un motor diésel estacionario ubicado en el hospital del Instituto Guatemalteco de Seguridad Social de Mazatenango, la contratación del arrendamiento del Consultorio y Caja Departamental del IGSS en Chiquimula y los servicios de reacondicionamiento del área de dicho consultorio. En este último caso, la red reacondicionó el edificio antes de que se ofertara, ocultando las obras y sin cumplir con la ley de contratación del Estado de Guatemala; además impidió la participación legítima de otras empresas interesadas en ofertar en el evento.

### La impunidad electoral
En Guatemala existe una débil regulación sancionatoria de los delitos electorales, tanto administrativa como penal, lo que ha resultado en altos niveles de impunidad electoral -entre el 95 y 100%-.  Esto también se produce porque existe un problema de cultura de no denunciar los delitos electorales lo que se advierte por el bajo número de denuncias recibidas por el Ministerio Público (MP) en comparación con el padrón electoral.  Al respecto, la CICIG sentencia en su informe: «Estos permite aseverar con contundencia que Guatemala es un país propicio para cometer delitos electorales y no sufrir ninguna consecuencia».

### Gastos de la campañas electorales
El financiamiento privado -el cual es poco regulado- es la base del sistema político guatemalteco: reduce el derecho a ser electo a una pequeña élite que puede financiar su propia campaña o conseguir un buen financista.  Pero aunque es un hecho conocido, casi ningún partido político guatemalteco reconoce la importancia de las donaciones privadas.
En los meses previos a la campaña electoral y durante la misma es cuando los gastos de los partidos aumentan considerablemente. La siguiente tabla muestra los principales rubros en los que se gasta durante la campaña:
|                 | Campaña de aire | Campaña de tierra |
| --------------- | --- | --- |
| Descripción     | La campaña que se hace a través de los medios de comunicación masiva. | La campaña de tierra es clave porque pone en contacto directo a los electores con los candidatos. Se trata de una campaña descentralizada que se deja en manos de los responsables locales -generalmente candidatos a puestos públicos locales-.                     |
| En qué se gasta | - Consultoría política - Asesores de imagen - Coaching - Oficina de prensa - Investigación política - Agencias de publicidad - Producción de anuncios de radio, prensa y televisión - Pago de anuncios en radio, prensa y televisión - Diseño de vallas publicitarias - Alquiler de vallas y espacios publicitarios | - Mapeo de las circunscripciones electorales - Equipos territoriales de propaganda - Entrega de folletos - Entrega de obsequios - Realización de sorteos - Transporte y alimentos para activistas - Edecanes - Equipo de sonido - Realización de mítines y reuniones |

### Los medios de comunicación
Guatemala cuenta con seis diarios de circulación nacional; cinco noticiarios nacionales de televisión abierta y cinco noticiarios nacionales de televisión por cable, entre ellos Canal Antigua, Guatevision, Azteca Guatemala, Vea Canal y Albavision por cable; y numerosos noticiarios y programas de opinión por radio tanto nacionales como locales. Entre los noticiarios de radio más conocidos están Patrullaje Informativo y Radio Sonora, A Primera Hora de Emisoras Unidas y El Independiente de Radio Nuevo Mundo. El espectro radiofónico está dominado por seis corporaciones: Emisoras Unidas de Guatemala, Central de Radios, Grupo Radial El Tajín, grupo Radios Rumbos, Radio Grupo Allius y Radio Corporación Nacional que concentran, en usufructo, la mayoría de las frecuencias radiales otorgadas por el Estado.
En cuanto a la prensa escrita, Prensa Libre y Nuestro Diario -originalmente parte de la misma corporación pero posteriormente separados- dominan el mercado; los otros periódicos, Siglo 21, elPeriódico, Diario La Hora y Al Día tienen una circulación limitada, mientras que el Diario de Centro América es el Diario Oficial.
Por su parte, los noticiarios de televisión abierta son Noti7, Telecentro Trece y Guatevisión y el de cable es Hechos Guatemala, A las 8:45 de Canal Antigua, VEA CANAL, y El Noticiero de Guatevision por cable. De acuerdo con el artículo 35 de la Constitución Política de la República, en Guatemala es libre la emisión del pensamiento.
Ahora bien, la estructura de propiedad de los medios de comunicación tiende a reproducir la desigualdad social del país, ya que éstos se encuentran fuertemente concentrados: una docena de familias dominan los medios electrónicos, controlando todas las emisoras de televisidn y casi todas las de radio, y dos grupos de negocios constituidos por nueva familias controlan todos los periódicos de la nación y el 99% de la circulación.  Los medios más influyentes son, en orden de relevancia: la televisión, la radio y la prensa escrita. En el caso de la televisión, Guatemala es un caso excepcional en el que una persona de origen mexicano es propietario de los cuatro canales privados de VHF existentes; Ángel González no tiene competencia en VHF pues los canales del Congreso (canal 9) y de la Academia de Lenguas Mayas (canal 5) tienen una frecuencia asignada pero no transmiten. El caso de González es resultado de que las concesiones que utiliza son resultado de decisiones políticas; además es propietario de una de las principales cadenas radiales del país, lo que le permite no solamente influir en la construcción de las preferencias políticas, sino que todos los políticos llegar a acuerdos con él para promover sus candidaturas.
Los grupos de Emisoras Unidas y de Radio Corporación Nacional tienen fuertes vínculos con la política:  el grupo de Emisoras Unidas posee el canal de cable Canal Antigua, el diario de circulación gratuita Publinews y la revista semanal Contrapoder. Uno de sus propietarios, Érick Archivla, fue -entre enero de 2012 y mayo de 2015 - ministro de Energía y Minas, pero tuvo que renunciar luego de que se iniciaron las pesquisas de CICIG por el Caso de La Línea.
A nivel local y departamental han surgido una gran cantidad de empresas de televisión por cable que poco a poco han adquirido relevancia y tienen un peso importante en los procesos electorales.

## Financiamiento ilícito
Para analizar el financiamiento ilícito de partidos políticos es necesario considerar la existencia de entramados de corrupción en toda Guatemala, estructuras criminales que a partir de posiciones políticas saquean el erario público para el financiamiento de las campañas electorales y para el enriquecimiento personal de sus integrantes.

### Las élites empresariales y el financiamiento ilícito
El apoyo de los grupos élites se materializa en aportes monetarios o contribuciones que van desde el financiamiento de actividades del partido hasta el apoyo logístico para el transporte de candidatos.  Estos grupos han mantenido influencia en el Ejecutivo y en el Legislativo a cambio de estos aportes, que constituyen ilícitos porque no son reportados al Tribunal Supremo Electoral;  las razones para ocultar estos aportes son:  (a) no existe una cultura de transparencia en las donaciones políticas y los empresarios prefieren que sus nombres no aparezcan vinculados con proyectos políticos particulares, (b) en muchas ocasiones se apoya a varios candidatos en una misma contienda electoral, y (c) para el partido es mejor no declarar los recursos recibidos y así poder manejarlos a discreción.
Pueden identificarse tres formas de financiamiento de las élites empresariales a los partidos políticos:
- Empresarios individuales o grupos empresariales que apoyan por intereses, afinidad ideológica o para obtener seguridad frente a ciertas incertidumbres. Estas donaciones no son reportadas a las autoridades electorales y los compromisos derivados de las mismas no son transparentes.[27]
- Empresas nacionales o transaccionales que invierten en diputados y líderes políticos a cambio de negocios, adjudicación de obras y otros compromisos.[27]
- Recaudadores: reciben aportes para campañas electorales sin reportarlos al TSE ni a la contabilidad de los partidos y ya en el gobierno favorecen a los financistas.[27] Los recaudadores actúan en los diferentes niveles de la competencia política y movilizan fondos de proveedores del Estado, donantes que prefieren mantener el anonimato y estructuras criminales. En las campañas presidenciales actúan independientemente de los partidos movilizando recursos directamente para el candidato presidencial.[28]

La CICIG en su reporte aclara que las contribuciones de las élites empresariales a la política no están documentadas, pero que existe una base de fuentes secundarias que permite ilustrar algunos de los tipos arriba mencionados.

#### Ejemplo de recaudador: caso de Gustavo Alejos
En cada gobierno puede identificarse recaudadores que posteriormente han tenido una fuerte influencia en el Ejecutivo. Por ejemplo, durante el gobierno de Álvaro Colom Gustavo Alejos fue nombrado secretario privado de la presidencia, desde donde logró una importante influencia política y convertirse en facilitador de negocios propios y ajenos. Había sido financista y operador de Colom durante las campañas de 2003 y 2007 e influyó en el nombramiento y destitución de funcionarios. Durante este período, las empresas vinculadas con é fueron beneficiadas por contratos públicos y su hermano y padre fueron nominados como candidatos a diputados por la UNE.

### Los medios de comunicación y el financiamiento ilícito
La relación de los medios de comunicación y el financiamiento ilícito es compleja y, en la mayoría de los casos, indirecta. Es posible identificar tres tipos de relación entre los medios y la política:
- El monopolio de televisión abierta pacta con candidatos y líderes políticos costos especiales de publicidad con miras a mantener la concesión y la adjudicación de publicidad gubernamental.[30]
- Consorcios de medios de comunicación realizan aportes en especie a partidos a cambio de pauta oficial, posiciones en el Legislativo y adjudicación de publicidad gubernamental.[30]
- Líderes políticos a todo nivel constituyen redes de medios nacionales y locales que se alimentan de los recursos provenientes de la corrupción.[30]

### Corrupción en la obra pública
Es el flujo de recursos para la obra pública el que alimenta de manera principal el financiamiento de la política; promueve el enriquecimiento ilícito de funcionarios y otras personas involucradas con estos grupos; y finalmente contribuye al empobrecimiento de la mayoría de la población guatemalteca, pues los fondos públicos se desvían de los objetivos previstos. La corrupción en la obra pública opera en todos los niveles y abarca desde empresas transnacionales que pagan sobornos a diputados y otros funcionarios para conseguir proyectos, hasta pequeñas constructoras municipales ligadas a alcaldes o diputados que se adjudican obras que, en muchos casos, están sobrevalorados, no se realizan o se construyen con estándares mínimos de calidad.
Los tipos de financiamiento político ilícito que pueden encontrarse en torno a la obra pública son:
- Constructores aglutinados en asociaciones influyen a través del financiamiento político y sobornos en posiciones estratégicas del Ministerio de Comunicaciones o en el Congreso.[31]
- Redes político-económicas ilícitas construidas alrededor de diputados o alcaldes establecen constructoras y organizaciones no-gubernamentales a las que canalizan obras públicas.[32]
- Estructuras articuladas desde empresas constructoras que financian campañas electorales para obtener beneficios posteriormente.[32]

Entre los constructores cuya participación como financistas de campañas electorales ha sido documentada está Gregorio Valdez O'Connell, propietario de diversas empresas proveedoras del Estado y que a través de Gustavo Alejos habría apoyado financiera y logísticamente la campaña de Álvaro Colom.
Los recursos públicos que alimentan la corrupción fluyen por múltiples vías que se definen en el presupuesto nacional e incluyen el Listado Geográfico de Obras, los presupuestos de los ministerios, la dotación constitucional a las alcaldías, los fondos de los consejos de desarrollo y los diversos programas sociales.

### El crimen organizado y el financiamiento ilícito
A partir de fuentes secundarias y con información de investigaciones en proceso realizadas por la CICIG, se pueden identificar distintas formas de relación entre grupos criminales y políticos:
- Apoyo, generalmente indirecto, a candidatos presidenciales con financiamiento, logística y otros recursos a cambio de acceso, información y protección.[33]
- Financiamiento a candidatos a cargo de elección popular (diputaciones y alcaldías).[33]
- Interrelación con RPEI y estructuras criminales para asignación de recursos.[33]
- Participación directa como candidatos a cargos de elección.[33]

Durante el gobierno de Colom hubo por lo menos tres estructuras de financistas que se beneficiaron con el ejercicio del poder: la de Gustavo Alejos, la de Gloria Torres -hermana de Sandra Torres, entonces primera dama de Guatemala-, y la de Obdulio Solórzano Montepeque. Una de las estructuras de corrupción más cercanas a la presidencia fue la de Gloria Torres, quien fue una de las fundadoras de la UNE y tuvo cargos de organización en el partido que le permitieron relacionarse con todos los candidatos a alcaldes y alcaldes en funciones de esa organización. Sobre la base de esas relaciones construyó un conjunto de entidades a través de las cuales recibía fondos de las municipalidades y tenía relaciones con el grupo narcotraficante liderado por Juan Ortiz Chamalé.
En el caso de Obdulio Solórzano Montepeque, se dio la participación de un presunto miembro de un grupo supuestamente dedicado al narcotráfico en posiciones importantes del gobierno. Solórzano era financista de la UNE y fue elegido como diputado de Escuintla por ese partido en 2003 y a principios de 2008 -cuando se inició el gobierno de Colom- fue nombrado como director del Fondo Nacional para la Paz (FONAPAZ), al frente del cual fue denunciado por corrupción. Desde FONAPAZ beneficia la estructura del narcotraficante Ottoniel Turcios; Solórzano renunció a FONAPAZ a mediados de 2009 y fue asesinado el 8 de julio de 2010.

## Reacciones al reporte

### Comité Coordinador de Asociaciones Agrícolas, Comerciales, Industriales y Financieras (CACIF)
El jefe del Comité Coordinador de Asociaciones Agrícolas, Comerciales, Industriales y Financieras solicitó el 17 de julio de 2015 a la Comisión Internacional contra la Impunidad en Guatemala, investigar la relación entre el sector privado y los partidos políticos para contrarrestar la influencia de las redes económicas ilícitas que abonan al enriquecimiento de candidatos y el financiamiento de sus campañas electorales. El jefe de la cúpula empresarial, opinó que el mismo termina por confirmar cómo el narcotráfico, el crimen organizado y la corrupción han permeado en las agrupaciones partidarias a través del financiamiento que realizan estructuras paralelas al Estado para las campañas de candidatos a presidente, alcaldes y diputados en cada proceso electoral. 
Cuestionado sobre el señalamiento directo hecho por la CICIG sobre la alta influencia de la élite empresarial de Guatemala para promover candidaturas y posicionar a candidatos en la preferencia de los votantes, Briz explicó que la Ley Electoral y de Partidos Políticos autoriza a la iniciativa privada aportar recursos de fuentes «legitimas», para las campañas electorales de quienes pretendan competir para ocupar un cargo público en el gobierno entrante; sin embargo, a criterio del entrevistado, lo que no está permitido, es sacar provecho de esa situación y obtener dádivas, concesiones y otro tipo de ventajas y beneficios cuando los postulantes en las elecciones llegan al poder, pues eso abre la puerta a la corrupción y la intromisión de grupos delincuenciales interesados en saquear el Estado en detrimento del erario nacional y la inversión pública para beneficio de la población.
En ese sentido, el presidente del CACIF requirió tanto a la instancia de Naciones Unidas como al Ministerio Público, indagar a profundidad los nexos entre el narcotráfico y otras estructuras fuera de la legalidad, los partidos políticos y las empresas nacionales y extranjeras, con el fin de identificar a aquellos grupos que tienden a financiar a los candidatos y que coincidentemente, puntean en las encuestas.

### Partido Libertad Democrática Renovada (LIDER)
Los señalamientos de la Comisión Internacional Contra la Impunidad en Guatemala contra algunos miembros de Libertad Democrática Renovada (LIDER) -muchos de los cuales militaban en otras agrupaciones políticas cuando supuestamente realizaron sus actividades ilícitas- han motivado a esa agrupación política a organizar una caminata con la presencia de cien mil personas, informó el portavoz del partido, Fridel de León. El entrevistado explicó que los ciudadanos piensan dirigirse a las instalaciones del ente internacional, con el objetivo de manifestarse contra lo que consideran una «conspiración» del titular de la CICIG, Iván Velásquez Gómez, quien a su criterio se ha prestado a un «show mediático».
El partido LIDER, previo a que el presidente Pérez Molina renovara el mandato del ente internacional por dos años más, mostró su apoyo al mismo. Sin embargo, tras los señalamientos de la comisión, el partido empezó a arremeter contra la labor que tiene a su cargo Iván Velásquez.

### Reacciones de Álvaro Colom
Tras el informe presentado por la CICIG en julio de 2015, Colom afirmó que, si bien sabía de los nexos con el narcotráfico de uno de sus principales financistas, Obdulio Solórzano, lo mantuvo como responsable del Fondo Nacional para la Paz (FONAPAZ), porque una «mesa de crisis» se lo aconsejó así. Colom también afirmó que no denunció a Solórzano porque la misma «mesa de crisis» le pidió que no lo hiciera lo que podría considerarse como una confesión de omisión de denuncia.
Colom también se refirió a Gloria Torres -cofundadora del partido UNE junto con su exesposa Sandra Torres y él mismo-, diciendo que lo engañó con lo del reiterado trasiego de dinero a través de la oficina de protocolo del Aeropuerto Internacional La Aurora. Esto, supondría una confesión pública de que él sabía lo del referido trasiego de dinero y que lo habría tolerado.  Finalmente, en cuanto a los negocios de su secretario privado de la Presidencia, Colom dijo que no quiso saber nada de los mismos por respeto a él.